# Джорджія Віґем
Джо́рджія Ві́ґем (англ. Giorgia Whigham; 19 серпня 1997) — американська акторка. Найбільш відомі ролі — Кет у телесеріалі «Тринадцять причин чому», Бет у третьому сезоні телесеріалу «Крик» та Емі Бендікс у другому сезоні телесеріалу «Каратель». У 2024 році — основна роль у телесеріалі «Третій зайвий».

## Життєпис
Народилася 19 серпня 1997 року в Нью-Йорку в родині актора Шея Віґема.
Вперше знялася в короткометражному фільмі «Pinky» (2016), де дівчина знялася разом із Еллері Спрейберрі. Після цього дебюту Джорджію почали запрошувати до різних телешоу: «Безсоромні», «Син Зорна» (озвучення), «Тринадцять причин чому», «Орвілл».
У 2017 році вона знялася у фільмі-екранізації романа Елісона Ноеля «Рятуючи Зої» разом із сестрами-акторками Лорою та Ванессою Марано. Восени 2017-го отримала роль Бет у серіалі MTV «Крик».
У лютому 2018 року була запрошена на основну роль другого сезону «Карателя» від Netflix.
У 2020 році акторку затвердили на роль Шони у серіалі «Спадок» — спін-офі фільмів «Щоденники вампіра» та «Первородні».
Від 2024 році знімається в одній із головних ролей у телесеріалі «Третій зайвий», приквелі однойменного фільму.

## Фільмографія
| Рік       |    | Українська назва       | Оригінальна назва           | Роль                                                      |
| --------- | -- | ---------------------- | --------------------------- | --------------------------------------------------------- |
| 2024      | с  | Третій зайвий          | Ted                         | Блер Беннет                                               |
| 2017—2022 | с  | Орвілл                 | The Orville                 | Лізелла, інопланетна барменка (2 епізоди у 1 і 3 сезонах) |
| 2021      | ф  | Відеореєстратор        | Dashcam                     | Мара                                                      |
| 2020—2021 | с  | Спадок                 | Legacies                    | Джейд, 4 епізоди                                          |
| 2020      | ф  | Те, що ми знайшли      | What We Found               | Кессі                                                     |
| 2020      | с  | Назустріч пітьмі       | Into the Dark               | Шона, 1 епізод                                            |
| 2019      | ф  | Рятуючи Зої            | Saving Zoë                  | Карлі                                                     |
| 2019      | с  | Крик                   | Scream: The TV Series       | Бет, 6 епізодів                                           |
| 2019      | кф |                        | N.I.                        | Саманта                                                   |
| 2019      | с  | Каратель               | The Punisher                | Рейчел / Емі Бендікс (головна роль 2-го сезону)           |
| 2018      | с  | Брудний Джо            | Dirty John                  | Деніз (у підлітковому віці), 1 епізод                     |
| 2018      | ф  | Невдаха Сієрра Бургес  | Sierra Burgess Is a Loser   | Кріссі                                                    |
| 2018      | с  | За законами вовків     | Animal Kingdom              | Сара (1 епізод)                                           |
| 2017      | с  | Шанс                   | Chance                      | Пеппер (3 епізоди)                                        |
| 2017      | с  | Тринадцять причин чому | Th1rteen R3asons Why        | Кет (2 епізоди)                                           |
| 2017      | кф |                        | The Legend of Master Legend | Ешлі (Ashleigh)                                           |
| 2016—2017 | с  | Син Зорна              | Son of Zorn                 | Шеннон (3 епізоди)                                        |
| 2016      | кф |                        | Pinky                       | Надя                                                      |
| 2016      | с  | Безсоромні             | Shameless                   | Торія (1 епізод)                                          |